# Balze del Valdarno

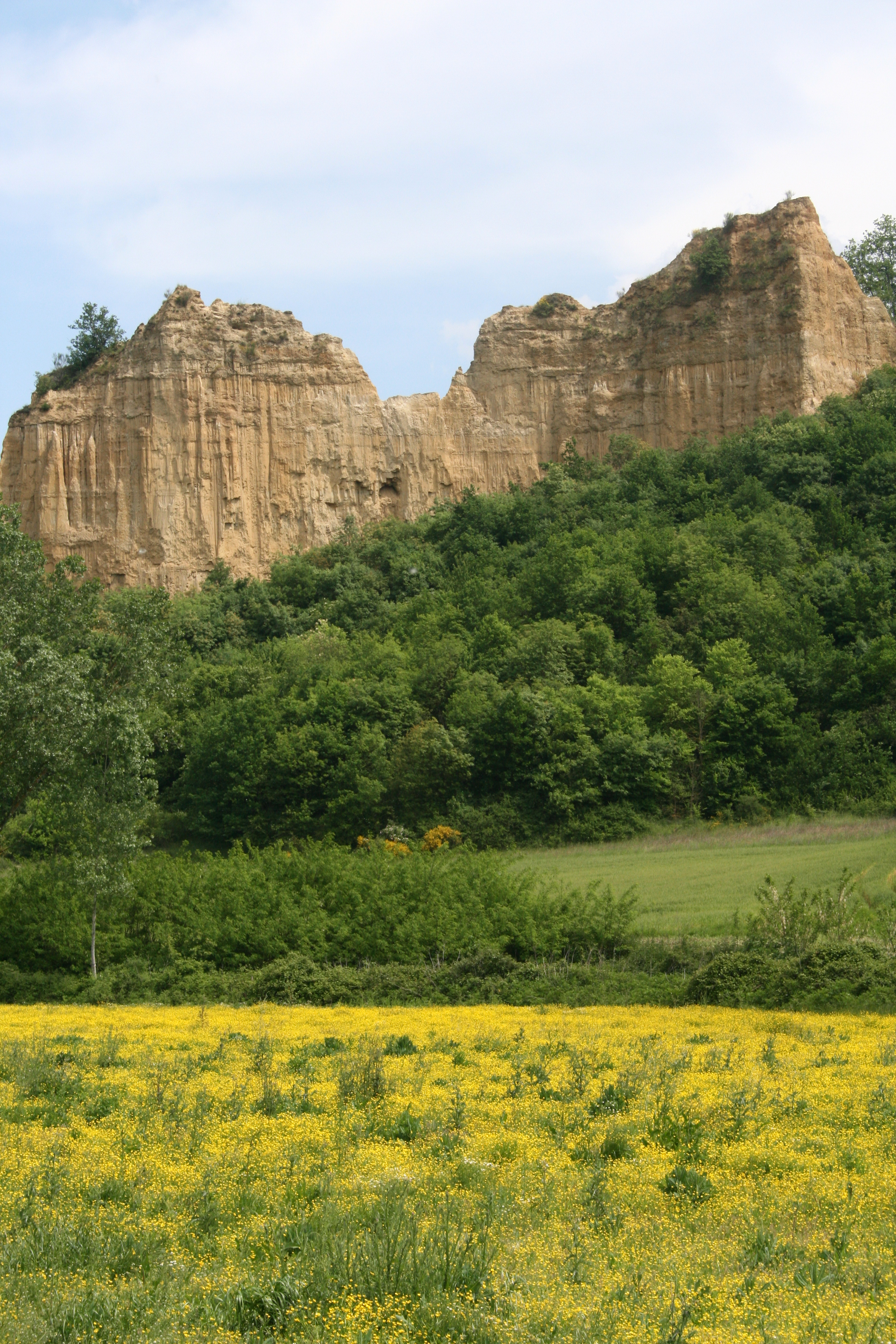
Borro dell'acqua zolfina

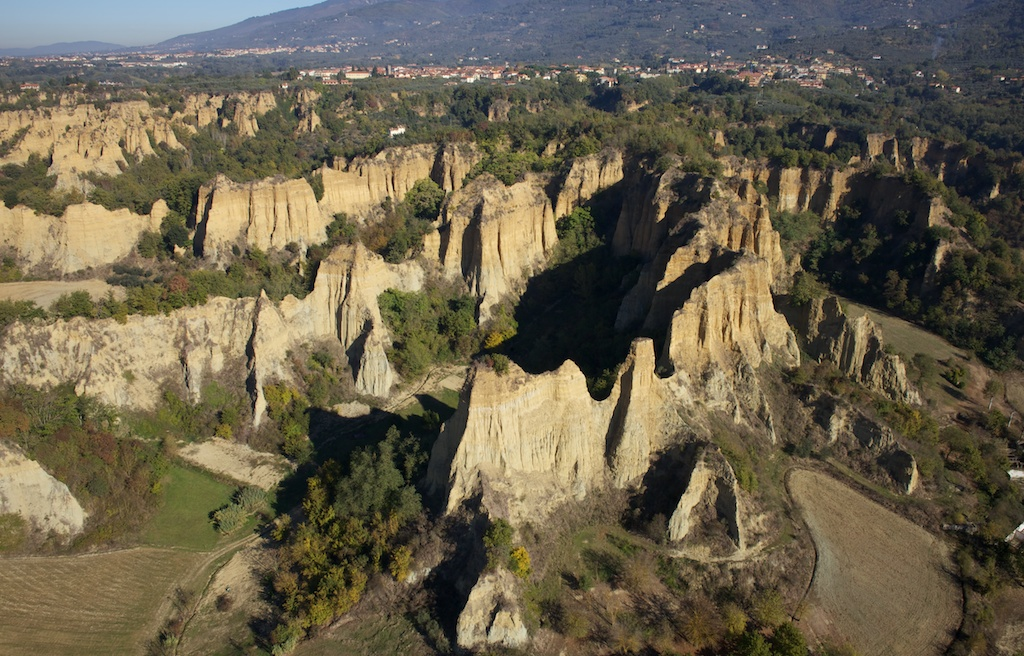
Veduta aerea da drone

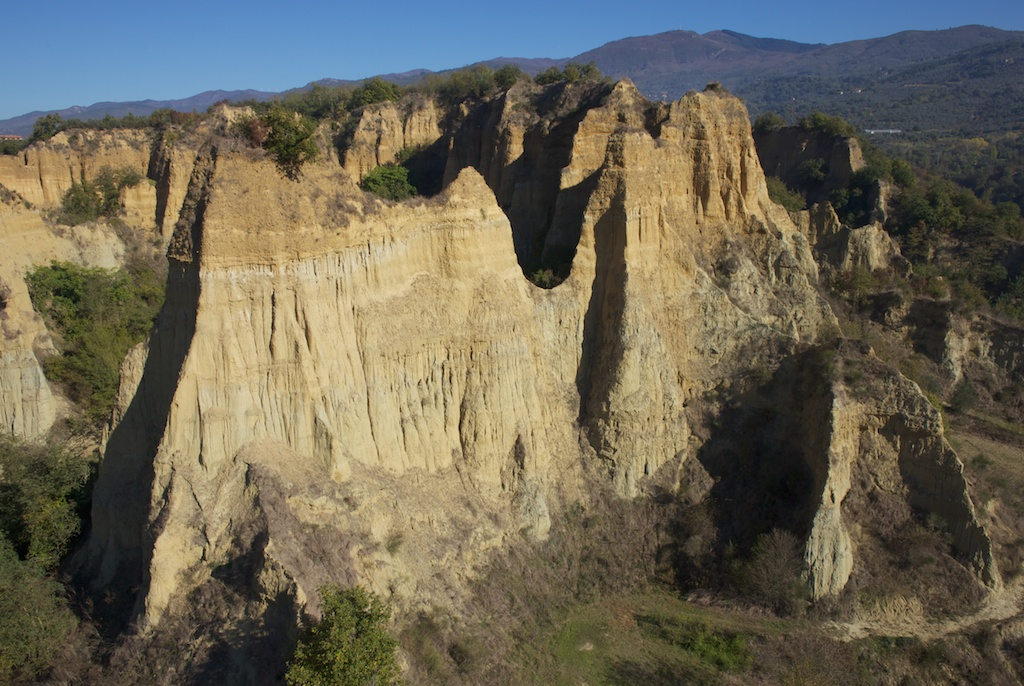
Veduta aerea da drone

Le Balze del Valdarno, conosciute anche come Smotte, sono un geotopo caratteristico, costituite da sabbie, argille e ghiaie stratificate, alte fino a un centinaio di metri, di forme diversificate, intercalate da profonde gole. 
Queste sono il risultato dell'erosione dei sedimenti pliocenici lacustri del Valdarno Superiore da parte degli agenti atmosferici e dei corsi d'acqua.

## Storia geologica

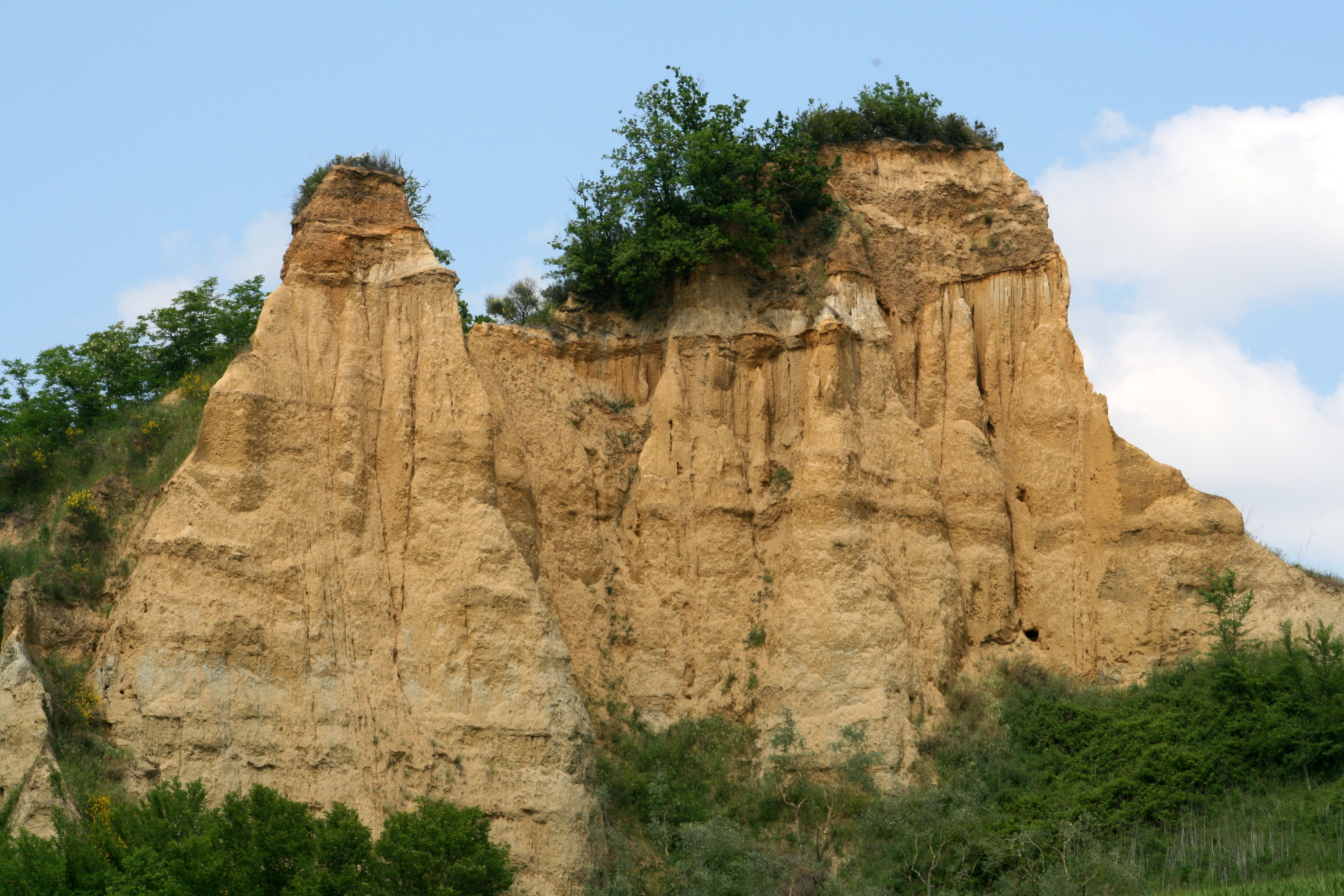
Balze presso Castelfranco di Sopra, evidente la differenza tra argille gialle sotto, e ciottolami marroni sopra

Il fondovalle del Valdarno come lo vediamo oggi è il risultato dei fenomeni geologici, avvenuti dopo l'estinzione del Lago pliocenico del Valdarno Superiore.
Da questo momento in poi inizia la fase erosiva che continua anche adesso: il reticolo idrografico, formato da un fiume più grande nel fondovalle, l'Arno, e da molti suoi torrenti trasversali più piccoli, ha iniziato a smantellare i sedimenti lacustri accumulati nelle varie fasi e a trasportare questi ultimi più a valle.
Il corso dell'Arno si abbassa progressivamente dalla vecchia superficie di colmamento alla quota attuale, circa 150 metri più in basso.
I sedimenti sono molto giovani e oppongono poca resistenza all'erosione, per questo si formano valli con pendii molto scoscesi.
I sedimenti lacustri si presentano sempre con la stessa successione: più in basso quelli più fini(argille), depositati quando il lago era più profondo, più in alto i sedimenti grossolani (ciottoli) trasportati dagli immissari quando il lago era meno profondo. Questa alternanza stratigrafica di terreni argillosi teneri sovrastati da terreni più resistenti (conglomerati ciottolosi) permette la formazione di pareti verticali.
Il passaggio tra le due formazioni geologiche è netto e risulta facilmente visibile anche  agli occhi meno esperti:
- la parte inferiore è costituita da limi argillosi e sabbiosi, gialli e grigiastri, poco coerenti.
- la parte superiore da ciottoli arenacei tondeggianti, cementati e resistenti di colore marrone, con presenza di orizzonti più rugginosi(paleosuoli) quando i vecchi sedimenti rimanevano all'asciutto.

Leonardo da Vinci osservando le balze del Valdarno capì questi processi con qualche secolo di anticipo rispetto alle teorie moderne sull'erosione e la sedimentazione:
()

## Geografia
L'Arno scorre più spostato verso i Monti del Chianti rispetto al centro della valle, a causa della maggior forza degli affluenti di destra che scendono dal Pratomagno, per questo dalla parte sinistra i sedimenti sono smantellati più velocemente.
Per lo stesso motivo le Balze presentano le loro forme più evidenti e spettacolari a ridosso delle pendici del Pratomagno, nei Comuni di Terranuova Bracciolini, Castelfranco di Sopra, Loro Ciuffenna, Pian di Scò e Reggello.
Per ammirare formazioni più caratteristiche si può percorrere la strada provinciale SP1 Setteponti lungo il tracciato dell'antica Cassia Vetus.

## Ecologia e turismo
I terreni dell'altopiano sopra le Balze e quelli, frutto del disfacimento, che stanno sotto sono molto antropizzati: città, frazioni, coloniche, vigne, uliveti e campi coltivati. L'insieme del paesaggio è molto suggestivo, anche i nomi dei poderi alludono a scenari incantati e a presenze magiche: Inferno, Purgatorio, Case Fate. 
Lungo i corsi d'acqua si sono formati dei piccoli stagni o laghetti, importanti serbatoi di riproduzione di anfibi, insetti, crostacei, molluschi e piante acquatiche.
Da tempo si discute di progetti per la protezione e la valorizzazione turistica delle Balze, ma fino ad oggi le iniziative sono poche e questa "Monument Valley" in miniatura nel mezzo della Toscana rimane sconosciuta a molti.
Molti sono i sentieri CAI che possono essere percorsi in bici o a piedi, dai quali è possibile ammirare le Balze.